# Консервативная партия (Пруссия)
Консервативная партия (нем. Konservative Partei, KP) — консервативная партия в Королевстве Пруссия и Германской империи с 1848 года по 1876 год.
Консервативная партия образовалась и основала свою газету («Neue Preussische Zeitung» (1849 год), впоследствии «Kreuzzeitung») в Пруссии в 1848 году как относительно свободное объединение консервативных ассоциаций, групп и членов парламента. Среди них были ассоциация защиты интересов землевладельцев, известные политики Фридрих Юлиус Шталь и братья Леопольд фон Герлах и Людвиг фон Герлах, которые публиковались во влиятельной консервативной газете «Neue Preußische Zeitung» (Kreuzzeitung). Благодаря связям с Kreuzzeitung группа с 1851 года также называлась Kreuzzeitungspartei.
Своей целью прусские консерваторы видели в защите монархии и привилегий дворянства, а также борьбе с экономическим либерализмом и демократизацией. Важную роль для членов партии играла религия; однако консервативно настроенные католики предпочли присоединиться к Партии Центра после её основания.
Отто Бисмарк был активным членом этой партии, но после его назначения министром-президентом Пруссии Консервативная партия сначала держалась от него на некотором расстоянии, но в ходе конституционного конфликта стала для него важной опорой. В 1866 году от консерваторов отделилась группа Генриха фон Ахенбаха, образовав свою партию, Свободно-консервативную (известную в Рейхстаге с 1871 года как Немецкая имперская партия), после чего членов Консервативной партии стали называть «старыми консерваторами» (Altkonservative). В 1876 году Консервативная партия влилась в только что созданную Немецкую консервативную партию.

## Предыстория (до 1848 года)
Политические течения, описываемые как консервативные, возникли в ответ на Французскую революцию и идеи 1789 года (о чём, например, писал Эдмунд Бёрк — англо-ирландский парламентарий и публицист эпохи Просвещения, родоначальник идеологии консерватизма, в своей работе «Размышления о Французской революции»). Первым слово «консерватизм» употребил в 1818 году французский писатель и политик, ультрароялист Франсуа Рене де Шатобриан. Но и до этого встречались консервативные идеи, например, в Пруссии среди преимущественно аристократических противников реформ Штейна — Гарденберга (таких как фон дер Марвиц), но также и среди романтиков. Немецкий публицист, литературный критик и политический экономист, теоретик государства и предвестник экономического романтизма Адам Генрих Мюллер, провозгласивший идею органического государства, и бернский патриций Карл Людвиг фон Галлер, один из теоретиков «Реставрации» и отстаивавший жёсткую схему патримониального государства, сильно разошлись в своих взглядах. Идеи Шталя о христианском государстве, основанном на божественном законе, нашли отклик в Пруссии, позволив ему влиять на короля Фридриха Вильгельма IV и его окружение, а также оказав влияние на Консервативную партию в Пруссии, которая впервые возникла в революционном 1848 году. Консерваторы не были представлены в национальных собраниях Франкфурта и Берлина, так как консервативные силы организовались только после выборов, прежде всего из кругов крупной помещичьей знати, таких как фон Бюлов-Куммеров и Отто фон Бисмарк.
После Венского конгресса, завершившего Наполеоновские войны, реставрации прошли не только во Франции, но и во многих странах Европы — были восстановлены свергнутые Наполеоном династии. Реставрация положила конец надеждам на реформы и королевским конституционным обещаниям. В Заэльбье сельские низы, состоящие из мелких землевладельцев и подёнщиков, столкнулись с крупными землевладельцами. Традиционалисты, ориентированные на старую сословную систему, видели тогдашнюю Пруссию как федерацию провинций и ни в коем случае не хотели единого государства. Таким образом, до 1828 года вместо общепрусского парламента вводились только провинциальные; при этом они имели лишь право консультировать короля и ходатайствовать перед ним, а также муниципальные административные полномочия. Государственный совет Пруссии, введённый в 1817 году и состоявший из принцев, министров, обер-президентов, генералов и 34 человек, назначаемых королём, был лишь верхушкой администрации. В отсутствие конституции прусская государственная служба в конечном итоге была вынуждена «всегда быть чем-то большим, чем просто администрация, а именно государственными чиновниками, определяющими политические тенденции, представляющими общество».
В ответ на Июльскую революцию 1830 года и вызванные ею волнения в государствах Германского союза и Прусской Польше оказали влияние на распространение не только консервативных идей, но и вновь появившегося термина «консерватор». Фридрих Юлиус Шталь в своём основном трёхтомном труде «Философия права», изданном в 1830, 1833 и 1837 годах, выступал против всех революционных идей не только социалистов и коммунистов, но и умеренных из числа буржуазных демократов, республиканцев и либералов. По его мнению, даже конституционные монархии должны возникать только «органически» и при сохранении монархического начала, что по крайней мере представляло собой прогресс по сравнению со стародавним, патерналистским, консервативным мышлением, отвергавшим всякую писаную конституцию. Газета Berliner Politische Wochenblatt, основанная в 1831 году юристом и публицистом Карлом Эрнстом Ярке для пропаганды идеи христианского корпоративного государства, которое должно было основываться на монархическом принципе и идеях Жозефа де Местра и Карла Людвига фон Галлера, несмотря на поддержку кронпринца Фридриха Вильгельма и братьев Герлах, а также ряда католических и ортодоксально-лютеранских консерваторов не имела большого влияния и закрылась в 1841 году.
До 1848 года в Пруссии не было консервативной партии, а были только отдельные политики и публицисты, которые издавались и переписывали друг с другом и не разделяли общих взглядов. Консервативные печатные издания не пользовались большой популярностью и нередко быстро закрывались. Сильный удар по консервативным силам нанесла Мартовская революция, так, в марте 1848 года перестал выходить журнал писателя и историка Виктора Эме Губера Janus, основанный в 1845 году; продолжала выходить только Evangelische Kirchenzeitung, издаваемая богословом и профессором Берлинского университета Эрнстом Вильгельмом Генгстенбергом. Сам Генгстенберг, Фридрих Юлиус Шталь (с 1840 года профессор философии права, конституционного и канонического права в Берлине) и другие консервативные деятели бежали из Берлина в марте 1848 года. Казалось, начался распад консервативного движения в Пруссии.

## Создание Консервативной партии
Но именно революция 1848 года заставила консерваторов активизироваться для защиты своих принципов. Уже вскоре Эрнст Людвиг фон Герлах, задумавший план новой консервативной газеты, вспомнил о Генгстенберге, стали организовываться монархические кружки. Губер, Отто фон Герлах, Шталь и другие основали «Ассоциацию за христианский порядок и свободу» (Verein für christliche Ordnung und Freiheit), которая, однако, тут же столкнулась с разногласиями между своими основателями, Губером, выступавшим против любого «псевдомонархическо-аристократического конституционализма», и Шталем, считавшим участие сословий в разработке законодательства необходимым в долгосрочной перспективе. С другой стороны, консерваторы в Берлине сплотились вокруг братьев Герлах, Эрнста Людвига и Леопольда, чтобы основать газету, которая станет органом новой партии и сформулирует консервативные политические требования.
После того, как Губер ещё в 1841 году безуспешно призывал к созданию консервативной партии, ситуация изменилась и с начала июля 1848 года вокруг братьев Герлах, графа Карла Фосс-Буха, барона Зенфт фон Пильзах и графа фон дер Гольца, а также правительственных советников Биндевальд и Шреде образовался кружок, обеспокоенных угрозой монархически-аристократической Пруссии. Они основали свою газету Neue Preussische Zeitung, сокращённо называемую Kreuzzeitung по виньетке «Железного креста» вверху титульного листа. Вокруг газеты сплотилось консервативное контрреволюционное движение. Главным редактором газеты был политик и публицист Герман Вагенер, который в ноябре 1848 года также основал New Preussisches Wochenblatt, чтобы охватить более широкую группу людей за пределами Берлина. Людвиг фон Герлах призвал к социальному консерватизму.
24 июля 1848 года была основана Ассоциация защиты интересов собственников земли и содействия благосостоянию всех классов (Verein zur Wahrung der Interessen des Grundbesitzes und zur Förderung des Wohlstands aller Klassen) под председательством Клейст-Рецова, объединив несколько сотен человек, преимущественно аристократов-помещиков. В августе она была переименована в Ассоциацию защиты собственности (Verein zum Schutz des Eigentums). Ядро ассоциации постоянно встречалось, образовав так называемый «Юнкерский парламент» (Junkerparlament). Ещё более важную роль в сплочении консервативных сил сыграла Ассоциация за короля и Отечество (Verein für König und Vaterland), в правление которой входили Шталь, Мориц Август фон Бетман-Хольвег, Карл Фридрих фон Савиньи, Отто фон Бисмарк и Герман Вагенер. Но прежде всего сплотившиеся консерваторы оказывали самое непосредственное влияние на монарха, а через него и на правительство. По совету Людвига фон Герлаха 2 ноября министром-президентом Пруссии был назначен генерал граф Бранденбург, а 15 ноября в Берлин вошли войска генерала Фридриха фон Врангеля, которые ввели в городе военное положение. 5 декабря Национальное собрание Пруссии было распущено, а Фридрих-Вильгельм IV октроировал новую конституцию, которая представляла собой компромисс между королём, правительством и консервативно настроенной аристократией. В результате этого контрреволюционного государственного переворота власть короля была ещё раз укреплена.
Тем временем сформировалась Консервативная партия. Шталь опубликовал в Kreuzzeitung программную статью Das Banner der Conservativen,, фактически представлявшую краткую версию своего труда Das monarchische Princip,, опубликованного в 1845 году. С сентября он сосредоточился на организации партии, а затем предвыборной кампании. Выборы должны были состояться в январе и феврале 1849 года, первоначально планировалось провести «первичные выборы», чтобы определить выборщики, которые затем должны были избрать членов парламента. «Первая палата» была избрана в соответствии с «Временным законом о выборах» только десятой частью тех, кто имел право голосовать за членов «Вторую палату». Выборы проводились в соответствии с трёхуровневым избирательным правом, согласно которой избиратели были разделены на три класса в зависимости от суммы уплаченных налогов. Вес голоса избирателя зависел от того к какому классу он был отнесён. Подобная избирательная система благоприятствовала более богатым избирателям. В рамках подготовки к выборам был образован консервативный Центральный избирательный комитет, задачей которого было добиться единого подхода многочисленных консервативных объединений к выборам. Отказ от революции и признание навязанной конституции, а также её пересмотр пропагандировались в многочисленных памфлетах консервативных авторов, апеллирующих к монархическим чувствам народа. Помимо Берлина консервативные печатные органы были созданы и в провинции.
Вагенер, Бетманн-Хольвег и Шталь, тесно сотрудничали в ходе избирательной кампании, одновременно работая над исправлением конституции. Kreuzzeitung обеспечил идеологию для консерваторов, и Шталь превратился в главного идеолога новой со своими программными статьями и трудом Die Revolution und die constitutionelle Monarchie, объединяя консервативные круги вокруг Герлахов для принятия конституции. Для выборов нужно было найти подходящих избирателей и кандидатов. Влиятельные консервативные деятели оказывали давление (в Берлине ещё действовало чрезвычайное положение) на электорат (при публичном голосовании) с тем, чтобы тот проголосовал за консерваторов; также консерваторы не гнушались покупать голоса. Все это и избирательные цензы на выборах обеспечили победу консерваторам.
Чтобы сохранить единство консерваторов и завоеванное ими в ходе избирательной кампании большинство в обеих палатах, ведущие деятели партии вскоре приступили к формированию действующих фракций. Уже 7 февраля 1849 года Леопольд фон Герлах объявил о создании «контр-оппозицию» с бескомпромиссной верностью принципам, направленной прежде всего против демократически настроенных членов палаты, но также, в случае необходимости, и против правительства. Однако формирование фракции затянулось из-за разногласий. Шталь стремился к максимально закрытому правому крылу и, в конце концов, добился принятия программы, которая предусматривала признание навязанной конституции в принципе, права абсолютного вето короля и солидарности консервативных групп. Кроме того, консерваторы разработали Правила процедуры и приняли их своим большинством. Также, Шталю было поручено составить «Проект консервативной партии», который после нескольких доработок был принят в качестве программы партии и состоял из семи пунктов. В соответствии с этим Консервативная партия хотела быть «местом встречи» для тех, кто «вступая в реорганизацию нашего общественного строя, тем не менее в то же время хочет сохранить старые неизменные основы веры, обычаев и институтов для того же, … чья политика является в то же время политикой сохранения и прогресса». Консерваторам надо было не только бороться с перманентной революцией, но и препятствовать реакционным усилиям: «…против народного произвола, как до сих пор против произвол князя». «III. Мы хотим… короля… как верховную власть», как «государя» Пруссии. «IV. Мы хотим чётко сформулированных условий во всех классах народа», при которых рабочему классу гарантируется «материально и морально удовлетворяющее существование, … однако при справедливом взвешивании всех интересов и без ущерба для … собственности, права наследования, свободной личной оплачиваемой работы». «VI. Мы хотим единства Германии, … для бывших метрополий, а именно Пруссии, достаточной области политической независимости, … VII. Мы хотим того же политического разрешения для проповедников всех религий …; но мы требуем для христианской церкви… гарантированной защиты государства…»
Своей программой Шталю удалось заручиться поддержкой идеи конституционной монархии со стороны крайне правых, объединившихся вокруг Герлаха, но не единства всей консервативной партии, умеренное большинство которой не было готово «определить при пересмотре конституции монархические права так же ясно, как и полномочия народных представителей».

## Первый раскол и период реакции (1849—1857)
Фридрих Вильгельм IV выдвинул пятнадцать требований в качестве условия принятия пересмотренной конституции. Его позиция была слишком консервативной для либералов; поэтому в случае отказа король пригрозил отказом принести присягу на конституции. Только когда его превосходство над парламентом было обеспечено, он согласился признать новую конституцию.
Отказ Фридриха Вильгельма IV принять германскую императорскую корону, предложенную ему Франкфуртским национальным собранием в апреле 1849 года, расколол Консервативную партию. В то время как группа, сформировавшаяся вокруг газеты Kreuzzeitung, безоговорочно поддержала короля, партия Wochenblatt заняла другую позицию. Чтобы привлечь голоса независимых депутатов, необходимые для избрания президента Второй палаты, большинство консерваторов дистанцировалось от крайне правых, собравшихся вокруг Клейста-Рецова, Бисмарка, Герлаха и Шталя. Эти т. н. «высокие консерваторы» (Hochkonservativen) теперь добивались пересмотра конституции. В сотрудничестве с «Камарильей» они, после закрытия первой палаты и роспуска и перевыборов второй палаты (разочарованные демократы в основном бойкотировали выборы), добились что по новой конституции 1850 года члены Первой палаты лишь частично избирались, а в основном назначались королём, а с 1853 года только королём. Законом о выборах от 30 мая 1849 года было введено трехклассное избирательное право, согласно которому 6 % богатейших избирателей, 77 % беднейших и оставшиеся 17 % средних по благосостоянию выбирали одинаковое количество депутатов, по трети каждая их групп. В 1855 году палаты были переименованы в Палату господ и Палату представителей, сохранив эти названия до Ноябрьской революции.
Камарилья вместе с Леопольдом фон Герлахом, Раухом, Массовым, Келлером, Штольбергом и Нибуром консультировала короля как своего рода тайный кабинет против конституционного кабинета. Это был продукт пиетистского движения возрождения 1820-х годов, вдохновлённого «доктриной легитимности» Галлера. К ней были близки министр внутренних дел фон Вестфален и министр образования фон Раумер, в то время как министр-президент Отто Теодор фон Мантейфель имел более правительственную ориентацию. Первоначально Бисмарк причислял себя к «камарилье», но затем порвал с ними. Прусские ультраконсерваторы вместе с камарильей выступали против абсолютизма, за классовое, консервативное и конституционно-монархическое государство.
В то время как в так называемую «эпоху реакции» (примерно с 1849 по 1858 годы) прусские либералы, особенно демократически настроенные, либо действовали в эмиграции, либо отошли от политики, их место в парламенте заняли либеральные консерваторы, отколовшиеся от «высоких консерваторов» в 1851 году из-за вопроса реактивации провинциальных сословных парламентов. Печатным органом либеральных консерваторов была газета Preußischen Wochenblatt zur Besprechung politischer Tagesfragen, по которой их стали называть «Партией еженедельника» (Wochenblattpartei). В то время как Kreuzzeitungspartei или «фракция Герлаха/Шталя» в основном представляла заэльбских юнкеров и протестантских пиетистов, умеренные консерваторы представляли буржуазию и промышленность западных провинций и национальный (малогерманский) лагерь. Среди их лидеров были Мориц Август фон Бетман-Хольвег, граф Роберт фон дер Гольц, дипломат Пурталес, военный министр фон Бонин и Карл Йосиас фон Бунзен. Близки к Wochenblattpartei были кронпринц Вильгельм и его супруга.
После провала Франкфуртского национального собрания прусский министр иностарнных дел генерал Йозеф фон Радовиц попытался добиться малогерманского решения национального вопроса с помощью Эрфуртской унии: на основе союза трёх королей, Пруссии, Саксонии и Ганновера, все немецкие государства должны были объединиться, чтобы сформировать федеративное государство под руководством Пруссии, которая затем должна была образовать ещё одну федерацию вместе с Австрией. В марте 1850 года собрался Эрфуртский союзный парламент. Либералы и центристы, получившие большинство, поддержали проект; консерваторы были против, а правительства были настроены скептически и выжидали. В конце концов, частично при поддержке России Австрия добилась того, что Пруссия отказалась от союза (Ольмюцкое соглашение). «Высокие консерваторы» приветствовали этот исход, в том числе и потому что была восстановлен союз с Австрией в согласии с Россией. «Высокие консерваторы» оказывали значительное влияние на внешнюю политику Пруссии вплоть до Крымской войны.
В отличие от «высоких консерваторов», консерваторы либеральные выступали за присоединение к западным державам в их стремлении не допустить усиления России за счёт Османской империи. В этом их поддержал министр-президент Мантейфель, стремившийся избавиться от влияния камарильи и связанных с ней «высоких консерваторов». Альберт фон Пурталес и Карл Йосиас фон Бунзен оказали давление на короля. Kreuzzeitungspartei ни в коем случае не была русофильской, скорее она отвергала союз с царём, но и воевать против России не хотела, выступая за нейтралитет Пруссии. В конце концов, прусский король отказался участвовать в Крымской войны, которую он считал «ужасной», и решил сдержать обещание мира, данное в его инаугурационной речи. 25 апреля 1854 года Шталь, выступая в парламенте, дал подробное разъяснение этого решения, которое он помог осуществить, и подвёл «сумму политики, основанной на высшем принципе». Пруссия сохраняла нейтралитет всю войну, присоединившись к дипломатическому давлению на Россию лишь в самом конце войны.
После того, как Фридрих Вильгельм IV перенёс инсульт, его брат Вильгельм принял регентство в 1858 году; Мантейфеля во главе прусского правительства сменил князь Карл Антон Гогенцоллерн-Зигмаринген. В 1861 году, после смерти короля, консерваторы во главе с Леопольдом фон Герлахом, Шталем и Фридрихом Карлом фон Савиньи вновь начали сплачиваться и образовали антилиберальную Прусскую народную ассоциацию, просуществовавшую до 1872 года.

## Эпоха Бисмарка и второй раскол
При короле Вильгельме I началась «Новая эра», непродолжительный умеренно либеральный период, закончившийся уже осенью 1862 года после назначения министром-президентом Отто фон Бисмарка, прагматичного консерватора.
После победы на выборах в декабре 1861 года либеральной Прогрессистской партии стал премьер-министром в марте 1862 года правительство возглавил принц Адольф цу Гогенлоэ-Ингельфинген. Альбрехт фон Роон, военный министр с 1859 года, настаивал на реформе армии; он хотел увеличить численность прусской армии на треть. Либеральное большинство нижней палаты отказалось от дополнительных затрат на это. Роон в ответ призвал короля назначить министром-президентом Бисмарк, который хотел всеми правдами и неправдами поставить короля выше парламента. Воспользовавшись предполагаемым (пробелом) в конституции, Бисмарк объявил, что данный вопрос находится в компетенции короля как представителя высшей силы и стал вести дела без утверждённого ландтагом бюджета, доведя ситуацию до конституционного конфликта, который по его словам был решён «железом и кровью» Сессия Палаты представителей была закрыта 13 октября, оппозиционные чиновники, в том числе и несколько министров, уволены, свобода печати ограничена особым указом. В немецкой историографии такая политика получила название «бюрократический авторитарный курс». Это вызвало бурные протесты со стороны депутатов и даже министров, на что Бисмарк ответил увольнением и особым указом, который ограничивал свободу печати
В 1867 году, после побед над Данией в 1864 году, Австрией и южногерманскими государствами в 1866 году и победы консерваторов на выборах в Палату представителей, Бисмарк предпринял попытку примирения. Законопроектом о возмещении убытков (Indemnitätsgesetz) он хотел облегчения неконституционного правления и последующего утверждения на безбюджетный период. Национал-либеральная партия поставила «положение власти выше всех конституционных соображений». Это вызвало недовольство консерваторов, ориентировавшихся на правовые идеи. В 1866 году Людвиг фон Герлах даже вышел из партии, министр финансов Карл фон Бодельшвинг ушёл со своего поста, бывшие министры Мантейфель и Вестфален и другие возмущались «нарушением закона» и «греховной братоубийственной войной». Но большинство консерваторов, таких как Герман Вагенер, приветствовали успехи Бисмарка и основали в 1866 году Свободно-консервативную партию, которая пользовалась поддержкой промышленников и аристократии. Оставшиеся так называемые «старые консерваторы» основалив 1876 году на базе прусской Консервативной партии Немецкую консервативную. Новая партия представляла интересы крупных землевладельцев Заэльбья и по прежнему доминировала в прусском ландтаге. Социальные аспекты играли важную роль для Шталя и Хубера, а также Вагенера, но не для консерваторов в целом. После выборов в Рейхстаг 1878 года Христианско-социальная партия придворного капеллана Адольфа Штёккера присоединилась к Немецкой консервативной партии, привнеся с собой антисемитские тенденции.
Всеобщее, равное и прямое избирательное право было введено в 1867 году для выборов в рейхстаг Северогерманского союза и использовалось в Германской империи с 1871 года, что не благоприятствовало консерваторам в отличие от трёхклассной системы избирательного права, которая продолжала применяться в Пруссии. Обе консервативные партии были представлены в рейхстаге (всего лишь 20 %) и в прусском ландтаге, в котором они доминировали до 1918 года. Со временем они все чаще представляли интересы: Консервативную партию с 1893 года поддерживал Союз землевладельцев, а Свободно-консервативную партию — тяжёлая промышленность (фон Штумм).
После 1918 года ведущие члены и большая часть Немецкой консервативной партии вместе с другими консервативными партиями и правым крылом национал-либералов сформировали Немецкую национальную народную партию, в то время как свободные консерваторы и часть национал-либералов объединились в Немецкую народную партию.

## Электоральная история
| Год              | Результат | Результат | Мест      | +/-  |
| Год              | Голоса    | %         | Мест      | +/-  |
| ---------------- | --------- | --------- | --------- | ---- |
| Февраль 1867     | 629 360   | 16,86     | 63 из 297 |      |
| Август 1867—1868 | 480 775   | 20,92     | 66 из 382 | ▲ 3  |
| 1871             | 524 881   | 13,51     | 56 из 382 | ▼ 9  |
| 1874             | 352 050   | 6,78      | 21 из 397 | ▼ 35 |